# Arsenal of Democracy
Arsenal of Democracy, ou AoD, é um jogo de computador baseado no Hearts of Iron II e seu engenho gráfico. Foi anunciado em 8 de setembro de 2009 e lançado em 23 de fevereiro de 2010.